# Marie-Vincente de Sainte-Dorothée
Marie-Vincente de Sainte-Dorothée (Cotija de la Paz, 6 février 1867 - Guadalajara, 30 juillet 1949) est une religieuse catholique mexicaine fondatrice des Servantes de la Très Sainte Trinité et des pauvres et reconnue bienheureuse par l'Église catholique.

## Biographie
Attirée par la vie religieuse, Vincente Chavez Orozco décide de fonder une nouvelle congrégation religieuse catholique pour les pauvres, très présents au Mexique, l'institut des Servantes des pauvres.
Elle prit en religion le nom de Mère Marie-Vincente de Sainte-Dorothée.
Elle meurt en 1949.

## Béatification
Sa congrégation est reconnue par l'Église catholique et elle est proclamée bienheureuse en 1997 par le pape Jean-Paul II. 
Sa fête est placée au 30 juillet. 
La bienheureuse Marie-Vincente de Sainte-Dorothée est la sainte patronne des Servantes des pauvres. 